# Jordan Clarkson
Jordan Taylor Clarkson (Tampa, 7 giugno 1992) è un cestista statunitense naturalizzato filippino, di ruolo guardia e playmaker, professionista nella NBA con i N.Y. Knicks.

## Biografia
Clarkson è nato a Tampa, in Florida, da Mike Clarkson e Annette Tullao Davis; la nonna materna Marcelina Tullao Kingsolver era di Bacolor, nelle Filippine. All'età di sei anni, Clarkson Si trasferì con la famiglia a San Antonio, in Texas.
Qui frequenta la Karen Wagner High School, dove al secondo anno totalizza una media di 10 punti a partita guadagnando menzioni d'onore in tutti i distretti. L'anno successivo segna una media di 20 punti, 6 rimbalzi e 4 assist a partita, portando la sua squadra a un record di 32–8 e alle semifinali statali di Classe 5A.
Nel 2009 si iscrive presso l'Università di Tulsa dove realizza una media di 18,9 punti, 6,1 rimbalzi, 3,4 assist e 2,1 palle rubate, portando la sua squadra a un record di 38-2, perdendo alle semifinali nel campionato statale.
Nel maggio 2012 si trasferisce all'Università del Missouri, saltando la stagione 2012-13 a causa delle regole di trasferimento della NCAA. In 35 partite, giocate da titolare, segna una media di 17,5 punti, 3,8 rimbalzi, 3,4 assist e 1,1 palle rubate in 35,1 minuti a partita.
Il 31 marzo 2014 si dichiara eleggibile per il draft NBA, rinunciando al suo ultimo anno di college.

## NBA

### Los Angeles Lakers (2014-2018)

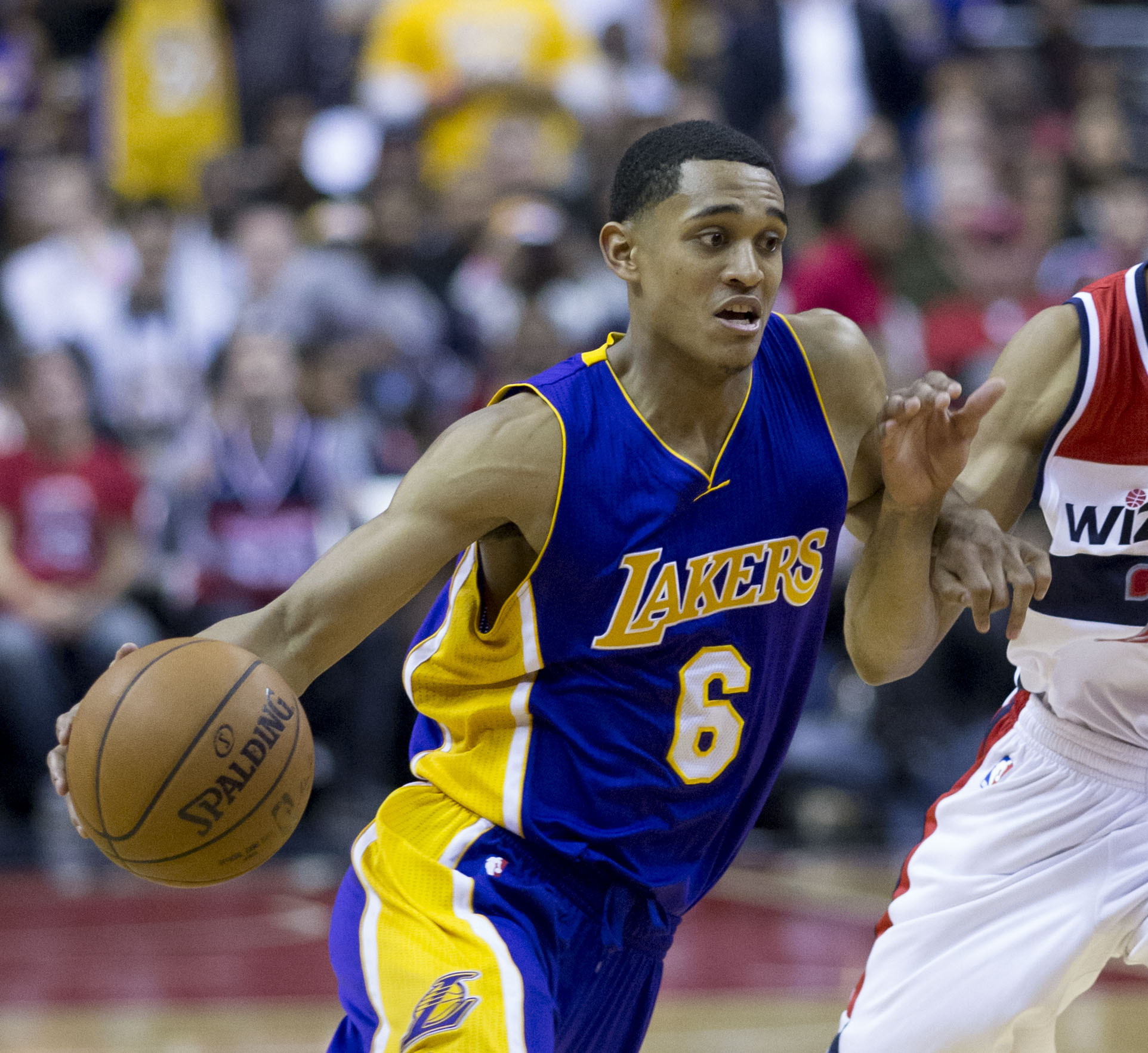
Clarkson nel 2015.

Viene scelto alla 46ª chiamata del Draft 2014 dai Washington Wizards, ceduto nello stesso giorno ai Los Angeles Lakers in cambio di una somma di denaro.
Durante la prima parte della stagione da rookie viene mandato più volte a giocare nella D-League per i Los Angeles D-Fenders; nella seconda parte di stagione entra stabilmente nella rotazione dei Lakers, finendo per giocare 38 partite da titolare, principalmente come playmaker, e realizzando una media di 15,8 punti, 5,0 assist e 4,2 rimbalzi. Il 24 marzo 2015 disputa la miglior partita della stagione con 30 punti e 7 assist, nella gara persa contro gli Oklahoma City Thunder. Al termine della stagione viene inserito nell'NBA All-Rookie First Team.
Il 7 luglio 2016 firma nuovamente con i Lakers un contratto quadriennale da 50 milioni di dollari. Il 26 ottobre 2016 segna 25 punti partendo dalla panchina nella gara vinta per 120-114 sugli Houston Rockets mentre il 15 novembre 2016 registra il suo record in carriera di cinque palle rubate nella vittoria per 125-118 sui Brooklyn Nets. Il 24 marzo 2017 realizza 35 punti con 8 tiri da tre realizzati, nella vittoria per 130-119 ai supplementari sui Minnesota Timberwolves.
Il 13 novembre 2017 segna 25 punti in 26 minuti partendo dalla panchina, nella gara vinta per 100-93 sui Phoenix Suns mentre il 19 gennaio 2018 stabilisce il suo record stagionale con 33 punti nella vittoria per 99-86 sugli Indiana Pacers.

### Cleveland Cavaliers (2018–2019)
L'8 febbraio 2018 viene ceduto, insieme a Larry Nance Jr., ai Cleveland Cavaliers in cambio di Isaiah Thomas, Channing Frye e una scelta del primo giro al Draft del 2018. Al suo debutto Clarkson segna 17 punti nella vittoria per 121-99 sui Boston Celtics. Al termine della stagione i Cavaliers raggiungono le finali NBA, dove vengono però sconfitti in quattro partite dai Golden State Warriors.
Il 12 dicembre 2018 segna 28 punti nella gara vinta per 113-106 contro i New York Knicks mentre il 13 febbraio 2019 realizza il suo record di 42 punti nella partita persa per 148-139 contro i Brooklyn Nets.

### Utah Jazz (2019–oggi)
Il 24 dicembre 2019 viene ceduto agli Utah Jazz in cambio di Danté Exum e due future scelte al Draft. Il 30 gennaio 2020 segna un record stagionale di 37 punti, nella gara persa per 100-106 contro i Denver Nuggets. Il 21 novembre 2020 Clarkson prolunga il suo contratto per 4 anni a 52 milioni di dollari.
Il 15 febbraio 2021 segna 40 punti nella vittoria per 134-123 sui Philadelphia 76ers, concludendo la stagione 2020-21 con una media di 18,4 punti a partita. Al termine di essa vince il premio io NBA Sixth Man of the Year. Il 12 marzo 2022 segna il suo massimo in carriera con 45 punti nella vittoria per 134-125 contro i Sacramento Kings.

## Nazionale
Naturalizzato filippino fin dal 2011, ha preso contatti con la nazionale di pallacanestro. Nell'agosto 2018 Clarkson partecipa ai Giochi asiatici 2018, svolti dal 18 agosto al 2 settembre, segnando 28 punti nella sua gara di esordio, persa per 82-80 contro la Cina. Clarkson conclude il torneo con una vittoria, battendo la Siria 109–55 con una prestazione da 29 punti e facendo guadagnare alle Filippine il quinto posto, miglior piazzamento in 16 anni. Torna a vestire la maglia della nazionale nell'estate 2022 nelle qualificazioni mondiali asiatiche come naturalizzato.

## Statistiche
| * | Primo nella lega |

### NCAA
| Anno      | Squadra            | PG | PT | MP   | TC%  | 3P%  | TL%  | RP  | AP  | PRP | SP  | PP   |
| --------- | ------------------ | -- | -- | ---- | ---- | ---- | ---- | --- | --- | --- | --- | ---- |
| 2010-2011 | Tulsa G. Hurricane | 27 | 9  | 24,9 | 43,3 | 30,3 | 79,3 | 2,1 | 1,9 | 0,7 | 0,1 | 11,5 |
| 2011-2012 | Tulsa G. Hurricane | 31 | 31 | 33,9 | 43,5 | 37,4 | 78,4 | 3,9 | 2,5 | 0,9 | 0,5 | 16,5 |
| 2013-2014 | Missouri Tigers    | 35 | 35 | 35,1 | 44,7 | 28,1 | 83,1 | 3,8 | 3,4 | 1,1 | 0,2 | 17,5 |
| Carriera  | Carriera           | 93 | 75 | 31,7 | 44,0 | 32,2 | 80,5 | 3,3 | 2,7 | 0,9 | 0,3 | 15,4 |

#### Massimi in carriera
- Massimo di punti: 31 vs Southern Illinois-Carbondale (12 novembre 2013)[33]
- Massimo di rimbalzi: 8 (2 volte)
- Massimo di assist: 8 vs Illinois-Urbana-Champaign (21 dicembre 2013)
- Massimo di palle rubate: 6 vs Houston (4 gennaio 2012)
- Massimo di stoppate: 4 vs Southern Methodist (28 gennaio 2012)
- Massimo di minuti giocati: 45 vs Marshall (8 marzo 2012)

### NBA

#### Regular Season
| Anno      | Squadra             | PG  | PT  | MP   | TC%  | 3P%  | TL%  | RP  | AP  | PRP | SP  | PP   |
| --------- | ------------------- | --- | --- | ---- | ---- | ---- | ---- | --- | --- | --- | --- | ---- |
| 2014-2015 | L.A. Lakers         | 59  | 38  | 25,0 | 44,8 | 31,4 | 82,9 | 3,2 | 3,5 | 0,9 | 0,2 | 11,9 |
| 2015-2016 | L.A. Lakers         | 79  | 79  | 32,3 | 43,3 | 34,7 | 80,4 | 4,0 | 2,4 | 1,1 | 0,1 | 15,5 |
| 2016-2017 | L.A. Lakers         | 82  | 19  | 29,2 | 44,5 | 32,9 | 79,8 | 3,0 | 2,6 | 1,1 | 0,1 | 14,7 |
| 2017-2018 | L.A. Lakers         | 53  | 2   | 23,7 | 44,8 | 32,4 | 79,5 | 3,0 | 3,3 | 0,7 | 0,1 | 14,5 |
| 2017-2018 | Cleveland Cavaliers | 28  | 0   | 22,6 | 45,6 | 40,7 | 81,0 | 2,1 | 1,7 | 0,7 | 0,1 | 12,6 |
| 2018-2019 | Cleveland Cavaliers | 81  | 0   | 27,3 | 44,8 | 32,4 | 84,4 | 3,3 | 2,4 | 0,7 | 0,2 | 16,8 |
| 2019-2020 | Cleveland Cavaliers | 29  | 0   | 23,0 | 44,2 | 37,1 | 88,4 | 2,4 | 2,4 | 0,6 | 0,3 | 14,6 |
| 2019-2020 | Utah Jazz           | 42  | 2   | 24,7 | 46,2 | 36,6 | 78,5 | 2,8 | 1,6 | 0,7 | 0,2 | 15,6 |
| 2020-2021 | Utah Jazz           | 68  | 1   | 26,7 | 42,5 | 34,7 | 89,6 | 4,0 | 2,5 | 0,9 | 0,1 | 18,4 |
| 2021-2022 | Utah Jazz           | 79  | 1   | 27,1 | 41,9 | 31,8 | 82.8 | 3.5 | 2,5 | 0,8 | 0,2 | 16,0 |
| 2022-2023 | Utah Jazz           | 61  | 61  | 32,6 | 44,4 | 33,8 | 81,6 | 4,0 | 4,4 | 0,5 | 0,2 | 20,8 |
| 2023-2024 | Utah Jazz           | 55  | 19  | 30,6 | 41,3 | 29,4 | 88,1 | 3,4 | 5,0 | 0,6 | 0,1 | 17,1 |
| 2024-2025 | Utah Jazz           | 37  | 9   | 26,0 | 40,8 | 36,2 | 79,7 | 3,2 | 3,7 | 0,8 | 0,2 | 16,2 |
| Carriera  | Carriera            | 753 | 231 | 27,7 | 43,6 | 33,6 | 82,9 | 3,4 | 2,9 | 0,8 | 0,2 | 16,0 |

#### Play-off
| Anno     | Squadra             | PG | PT | MP   | TC%  | 3P%  | TL%  | RP  | AP  | PRP | SP  | PP   |
| -------- | ------------------- | -- | -- | ---- | ---- | ---- | ---- | --- | --- | --- | --- | ---- |
| 2018     | Cleveland Cavaliers | 19 | 0  | 15,1 | 30,1 | 23,9 | 83,3 | 1,7 | 0,7 | 0,4 | 0,2 | 4,7  |
| 2020     | Utah Jazz           | 7  | 0  | 28,6 | 46,4 | 34,7 | 100* | 3,4 | 2,1 | 0,9 | 0,0 | 16,7 |
| 2021     | Utah Jazz           | 11 | 0  | 27,1 | 40,6 | 35,1 | 96,2 | 3,1 | 1,5 | 0,6 | 0,3 | 17,5 |
| 2022     | Utah Jazz           | 6  | 0  | 28,4 | 54,8 | 37,5 | 88,9 | 3,2 | 1,3 | 0,5 | 0,2 | 17,5 |
| Carriera | Carriera            | 43 | 0  | 22,2 | 41,3 | 32,9 | 93,3 | 2,5 | 1,2 | 0,6 | 0,2 | 11,7 |

#### Massimi in carriera
- Massimo di punti: 45 vs Sacramento Kings (12 marzo 2022)[34]
- Massimo di rimbalzi: 12 vs Orlando Magic (13 gennaio 2023)
- Massimo di assist: 12 vs Oklahoma City Thunder (5 marzo 2023)
- Massimo di palle rubate: 5 (4 volte)
- Massimo di stoppate: 3 vs Oklahoma City Thunder (24 marzo 2015)
- Massimo di minuti giocati: 48 vs Brooklyn Nets (13 febbraio 2019)

### G League
| Anno      | Squadra        | PG | PT | MP   | TC%  | 3P%  | TL%  | RP  | AP  | PRP | SP  | PP   |
| --------- | -------------- | -- | -- | ---- | ---- | ---- | ---- | --- | --- | --- | --- | ---- |
| 2014-2015 | L.A. D-Fenders | 5  | 5  | 36,0 | 50,0 | 22,2 | 81,0 | 5,0 | 7,8 | 0,8 | 0,2 | 22,6 |
| Carriera  | Carriera       | 5  | 5  | 36,0 | 50,0 | 22,2 | 81,0 | 5,0 | 7,8 | 0,8 | 0,2 | 22,6 |

## Palmarès
- NBA All-Rookie First Team (2015)
- NBA Sixth Man of the Year Award (2021)